# Lukáš Bolf
Lukáš Bolf (* 20. února 1985, Vrchlabí) je bývalý český lední hokejista. Hrál na postu obránce. V roce 2003 byl vybrán ve vstupním draftu NHL v 6. kole jako celkem 169. hráč klubem Pittsburgh Penguins. Po dvou sezónách v Barrie Colts z kanadské juniorské ligy OHL se vrátil do Česka a nastupoval mezi lety 2005–2012 v Extralize a první lize. Hráčskou kariéru ukončil v roce 2015, během své třetí sezóny v kazachstánské lize. Na Mistrovství světa juniorů v ledním hokeji 2005 získal s českou reprezentací bronzovou medaili.

## Hráčská kariéra
- 2003–2004 Barrie Colts OHL
- 2004–2005 Barrie Colts OHL
- 2005–2006 HC Sparta Praha, Vsetínská hokejová
- 2006–2007 Vsetínská hokejová, HC České Budějovice
- 2007–2008 HC České Budějovice
- 2008–2009 HC Sparta Praha
- 2009–2010 HC Sparta Praha
- 2010–2011 HC Sparta Praha
- 2011–2012 HC Oceláři Třinec
- 2013–2014 HK Irtyš-Pavlodar
- 2014 Arlan Kokčetau